# Коршуновское муниципальное образование (Нижнеилимский район)
Коршуновское муниципальное образование — муниципальное образование со статусом сельского поселения в 
Нижнеилимском районе Иркутской области России. Административный центр — посёлок Коршуновский.

## Демография
По результатам Всероссийской переписи населения 2010 года 
численность населения муниципального образования составила 872 человека, в том числе 415 мужчин и 457 женщин.

## Населённые пункты
В состав муниципального образования входят населённые пункты
- Коршуновский